# Souarekh
Souarekh est une commune de la wilaya d'El Tarf en Algérie.

## Géographie
La ville se trouve sur l'ancien territoire de la grande confédération berbère des Kroumirs .